# Bar Casablanca
Bar Casablanca è un album del cantante Pippo Pollina del 2005.

## Tracce
1. La luce di Norröra - 3:14
2. L'organetto di Montmartre - 2:42
3. Bossa in viaggio - 4:22
4. La pioggia di Vancouver - 4:13
5. La ballata della moda - 3:24
6. Petite chanson d'amour - 2:24
7. Bar Casablanca - 3:45
8. Nostalgia de tango - 3:59
9. Chiaramonte Gulfi - 3:29
10. Anche quando - 2:29
11. Il pianista di Montevideo - 4:34
12. Il cameriere del Principato - 4:33
13. Passaggio a Pècs - 3:46
14. Versi per la libertà - 3:14
15. Semiseria proposta di matrimonio (live a Faenza 2004) - 8:41

## Crediti
- Testi e musiche: Pippo Pollina [eccetto La ballata della moda di Luigi Tenco, Petite chanson d'amour (testo di Christina Pollina), Nòstalgia de tango (testo di Claudia Crabuzza), Versi per la libertà (testo di Paolo Messina)]
- Arrangiamento: Antonello Messina
- Produzione esecutiva: Rambaldo e Ilaria degli Azzoni Avogadro
- Registrazione e mixer: registrato in presa diretta al Piccolo Auditorium di Orvieto e mixato da Fabio Tirone allo studio Atlante di Roma nel settembre 2004 (eccetto Chiaramonte Gulfi mixata da Spike Streetfkerk al Parkstudio di Tutzing e Semiseria proposta di matrimonio registrata dal vivo al Teatro Masini di Faenza il 4/9/2004)
- Assistenza al missaggio: Enzo Sutera e Pippo Pollina

## Musicisti
- Pippo Pollina - voce, piano acustico, chitarra acustica e classica
- Enzo Sutera - chitarra acustica, classica ed elettrica, bouzuki, cori
- Antonello Messina - fisarmonica, piano acustico, cori
- Javier Girotto - sax soprano e baritono, clarinetto basso, fiati andini
- Walter Keiser - batteria, percussioni
- Luca Lo Bianco - contrabbasso, bassi elettrici, cori
- Claudia Crabuzza - voce in Nòstalgia de tango